# رضوان مارتین

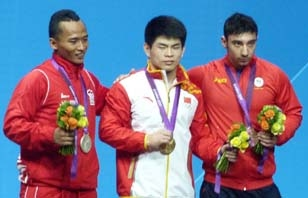
رضوان مارتین اولین نفر در سمت راست تصویر

رضوان مارتین (به انگلیسی: Răzvan Martin) زاده ۲۲ دسامبر ۱۹۹۱ است. او وزنه‌بردار کشور رومانی است.